# Pailin (thị xã)
Pailin(tiếng Khmer: ប៉ៃលិន) là thị xã tỉnh lị (Krong) của tỉnh Pailin, miền tây Campuchia. Thị xã được chia thành 4 Sangkat và 36 Krom. Theo thống kê năm 1998, dân số thành phố là 15.800 người.
| Sangkat (xã) | Krom (làng) |
| ------------ | --- |
| Pailin       | O' Tapuk Loeu, O Ta Prang, Soun Am Pao Khang Lech, Suon Ampov Khang Koet, Wat, Toek Thla, Ta Gen Loeu, Ba Den Neiv, Toul Kheiv, Pa Hi Tboang, Pa Hi Choeng |
| Ou Tavau     | Khlong, Koun Phnum, Ou Tavau, Kbal Pralean, Die Kra Hom, Kra Chab, Ou Proes                                                                                |
| Tuol Lvea    | Tuol Lvea, Chamkar Kaphe, Ou Chra Kandal, Ou Chra Khang Kaeut, Ou Chra Leu, Ou Ta Puk Kraom, Ou Peut, Tuol Sralau, Tuol Nimit, Viel Vong, Thmey            |
| Ba Yakha     | Ou Chra Lech, Ou Snguot, Roung Chak Tuek Kak, Ba Yakha, Ba Tangsu, Bahuy Khmaer Cheung, Bahuy Khmaer Tboung                                                |